# Jueces 17
Jueces 17 es el decimoséptimo capítulo del Libro de los Jueces en el Antiguo Testamento o la Biblia hebrea. Según la tradición judía, el libro fue atribuido al profeta Samuel, pero los eruditos modernos lo consideran parte de la Tradición deuteronómica, que abarca los libros de Deuteronomio a 2 Reyes, atribuidos a escritores nacionalistas y fervientes yahvistas durante la época del rey reformador de Judea Josías en el siglo VII a. C.. Este capítulo registra las actividades de Miqueas de Efraín. perteneciente a una sección que comprende desde Jueces 17 hasta 21..

## Texto
Este capítulo fue escrito originalmente en hebreo. Se divide en 13 versículos.

### Testigos textuales
Algunos manuscritos antiguos que contienen el texto de este capítulo en hebreo pertenecen a la tradición del Texto Masorético, que incluye el Códice de El Cairo (895), el Códice de Alepo (siglo X) y el Códice Leningradoensis (1008).
Los manuscritos antiguos existentes de una traducción al griego koiné conocida como Septuaginta (originalmente se hizo en los últimos siglos a. C.) incluyen el Codex Vaticanus (B; {\displaystyle {\mathfrak {G}}}B; siglo IV) y Codex Alexandrinus (A; {\displaystyle {\mathfrak {G}}}A; siglo V). 

## Análisis

### Doble Introducción y Doble Conclusión
Los capítulos 17 a 21 contienen la Doble Conclusión del Libro de los Jueces y forman una especie de inclusio junto con su contrapartida, la Doble Introducción, en los capítulos 1 a 3:6 como en la siguiente estructura de todo el libro:
A. Guerras extranjeras de sometimiento con la aplicación del ḥērem (1:1-2:5).
B. Dificultades con ídolos religiosos extranjeros (2:6-3:6)
Parte principal: la sección de los «ciclos»(3:7-16:31)
B'. Dificultades con los ídolos religiosos domésticos (17:1-18:31)
A'. Guerras domésticas con la aplicación del ḥērem (19:1-21:25)
Existen paralelismos similares entre la doble introducción y la doble conclusión como los siguientes:.
| Introducción 1 (1:1-2:5) | Conclusión 2 (19:1-21:25) |
| --- | --- |
| Los israelitas preguntaron al Señor, diciendo, «¿Quién será el primero en subir y luchar por nosotros contra los cananeos?» El Señor respondió: «Judá irá....». (1:1-2)                                                          | Los israelitas ... preguntaron a Dios ... «¿Quién de nosotros irá primero a luchar contra los benjaminitas?» El Señor respondió: «Judá....» (20:18) |
| La historia de cómo Othniel consiguió a su esposa (1:11-15) | La historia de cómo el resto de los benjaminitas obtuvieron sus esposas (21:1-25) |
| Los benjaminitas no consiguen expulsar a los jebuseos de Jebús (1:21) | Un levita que evita cuidadosamente a los jebuseos en Jebús sufre un terrible ultraje en Guibeá de Benjamín (19:1-30) |
| Bochim: El pacto de Dios; los pactos ilícitos de Israel con los cananeos; Israel llora ante el ángel (mensajero) de YHWH (1:1-2)                                                                                                 | Betel: el arca de la alianza de Dios; Israel llora y ayuna ante el Señor (20:26-29) |
| Introducción 2 (2:6-3:6) | Conclusión 1 (17:1-18:31) |
| La degeneración de las generaciones tras la muerte de Josué (2:6-19); Dios deja a ciertas naciones «para probar a los israelitas a ver si obedecían los mandamientos del Señor, que había dado... por medio de Moisés (2:20-3:4) | Una madre dedica plata al Señor para que su hijo haga un ídolo; Ese hijo hace sacerdote a uno de sus propios hijos en su santuario idolátrico, y luego lo sustituye por un levita. Ese levita es el nieto de Moisés. Él y sus hijos se convierten en sacerdotes en el santuario de Dan. |

Toda la doble conclusión está conectada por la repetición cuatro veces de una afirmación única: dos veces completa al principio y al final de la doble conclusión y dos veces en el centro de la sección, como sigue:
A. En aquellos días no había rey...
Cada uno hacía lo que bien le parecía (17:6)
B. En aquellos días no había rey... (18:1)
B'. En aquellos días no había rey... (19:1)
A'. En aquellos días no había rey...
Cada uno hacía lo que bien le parecía (21:25)
También contiene enlaces internos:
Conclusión 1 (17:1-18:31): Un levita de Judá se traslada a la región montañosa de Efraín y luego a Dan.
Conclusión 2 (19:1-21:25): Un levita de Efraín busca a su concubina en Belén de Judá.
Ambas secciones terminan con una referencia a Silo.

### La Trilogía de Belén
Tres secciones de la Biblia hebrea (Antiguo Testamento) Jueces 17, Jueces 18, Jueces 19-Jueces 21, Rut 1-Rut 4 - forman una trilogía con un vínculo a la ciudad Belén de Judá y caracterizada por la repetitiva declaración única:
En aquellos días no había rey en Israel; cada uno hacía lo que le parecía bien
(Jueces 17:6; Jueces 18:1; Jueces 19:1; Jueces 21:25; cf. Rut 1:1)
como en el siguiente cuadro:
| Jueces 17-18                                                                      | Jueces 19-20 | Rut 1-4 |
| --------------------------------------------------------------------------------- | --- | --- |
| Un levita de Belén (17:7)                                                         | Un levita de Efraín que tomó por doncella a una concubina de Belén                                                 | Un movimiento de un moabita a David en Belén (4:17-22)                                                                            |
| Salió en busca de empleo (17:7, 9)                                                | Recogió a su concubina de Belén a la que había huido                                                               | Un hombre abandonó Belén, pero a diferencia de los otros dos relatos no acaba por desfigurar la ciudad, sino que realza su nombre |
| Vino a un joven de Efraín (Miqueas) (17:1-5, 8)                                   | Regresó a Efraín por Gabaa de Benjamín.                                                                            | Belén se convirtió en el sutil escenario del nacimiento del rey David                                                             |
| Sirvió como capellán privado en la capilla ilícita de Miqueas (17:10-13)          | Atacada por hombres malvados que la maltrataron y la dieron por muerta                                             | |
| Contratada por la tribu de Dan como sacerdote y reubicada en Laish (N. Galilea)   | Su marido relató lo sucedido a todo Israel.                                                                        | |
| Estableció un centro de culto que continuamente hacía tropezar al pueblo de Dios. | Atacó a la tribu de Benjamín casi aniquilándola                                                                    | |
| El levita era Jonatán hijo de Gersón y nieto de Moisés (18:30)                    | Repobló Benjamín con mujeres de Silo y Jabes de Galaad para los 600 hombres sobrevivientes de Benjamín             | |
|                                                                                   | Jabes de Galaad era (probablemente) el hogar de los antepasados de Saúl [de ahí su interés por ella].              | |
|                                                                                   | Refleja mal a Benjamín y por implicación a los antepasados de Saúl, que humillaron y deshonraron a un betlehemita. | |
|                                                                                   | Belén sufrió a manos de los benjaminitas.                                                                          | |

### El mito fundacional de Dan
Los capítulos 17-18 registran un mito fundacional danita que da una idea de las primeras vidas religiosas israelitas y de la ideología de la guerra como trasfondo del establecimiento de Dan como ciudad. Leyendo toda la sección a la luz de Deuteronomio 12:1-13:1, hay varios elementos temáticos y preocupaciones en común, aunque Jueces 17:1-18:31 suele presentarlos de forma antitética.

## Comentarios a los versículos 17:1-18:31
Los sucesos que se describen ocupan más de un capítulo cuestión por la que se hace este comentario amplio previo.
El relato sobre la migración de la tribu de Dan narra su desplazamiento desde la Sefelá hacia el norte, al pie del monte Hermón, debido a la presión de los filisteos. Este episodio se centra en los orígenes del santuario de Dan, un lugar de culto idolátrico al Dios verdadero que posteriormente sería importante en el reino de Israel (cfr 1 R 12,30). Los danitas establecieron este santuario al conquistar el territorio, trasladando allí los objetos de culto del santuario de Micá (18,30-31). Micá, un hombre de Efraím, había creado un lugar de culto doméstico con un ídolo de metal fundido, un efod, unos terafim y sacerdotes para su servicio, mostrando la frecuencia de la idolatría entre los israelitas, a pesar de su prohibición en la Ley (cfr Dt 5,8; 27,14-15). El autor sagrado presenta este episodio como ejemplo de la creciente impiedad y desorden ante la ausencia de una autoridad que corrigiera estas infidelidades (17,6; 18,1). Curiosamente, Micá aparece inicialmente con el nombre Micaías, que significa "¿Quién como el Señor?" (17,1), mientras que posteriormente se usa la forma abreviada.

## Los ídolos de Miqueas (17:1-6)
La sección comienza con la confesión de un hijo culpable llamado Miqueas, que había robado el dinero de su madre, pero ahora se lo devolvía. La madre no se enfadó, sino que alabó a Dios por el remordimiento de su hijo y le pidió que dedicara el dinero a YHWH haciendo una «estatua tallada» (hebreo: pesel) y «un icono de metal fundido» (hebreo massemka), que se usaban como símbolos de la presencia residente de una deidad (cf. las palabras de Miqueas a los danitas en Jueces 18:24). Miqueas completó su santuario privado con un efod adivinatorio (cf. el de Gedeón en Jueces 8:27) y terafines (cf. Génesis 31:30, 34-5), y luego nombró sacerdote a uno de sus hijos.

### Versículo 2
Y dijo a su madre: «Los mil cien siclos de plata que te fueron quitados, y sobre los cuales echaste maldición, diciéndola incluso a mis oídos: aquí está la plata conmigo; yo la tomé.»
Y su madre dijo: «¡Bendito seas, hijo mío, del Señor!»
- «Mil cien siclos de plata»: Alrededor de 28 libras, o 13 kilogramos.[20] Esta es exactamente la cantidad de dinero ofrecida a Dalila para traicionar a Sansón de parte de cada uno de los cinco señores filisteos (Jueces 16:5).[21] No hay pruebas de que Dalila pudiera ser la madre de Miqueas (nación diferente, época diferente), por lo que la frase «1100 siclos de plata» sólo sirve como vínculo literario entre las dos historias.[21]

### Versículo 5
5-Este hombre, Micá, tenía un lugar de culto, hizo un efod y unos terafim y llenó la mano de uno de sus hijos para que le hiciera de sacerdote.

#### Comentarios al versículo 5
«Terafim». No se sabe con exactitud qué eran. Probablemente se trataba de ídolos antropomórficos (cfr 1 S 19,13-16), de origen extranjero, que servían para obtener oráculos (Ez 21,26; Za 10,2) y que en ocasiones las familias conservaban, quizá como dioses protectores (cfr Gn 31,19). Esta práctica supersticiosa fue reprobada por los profetas (cfr Os 2,7-5; Jr 2,5-13.27-28, etc.), y perseguida en la reforma del rey Josías de Judá (cfr 2 R 23,24).

## Micah y el levita (17:7-13)
Esta sección muestra el venerable estatus de los levitas en Israel (cf. 1 Samuel 1:1; 1 Crónicas 6:26), por lo que la presencia de un sacerdote levita otorgaría un reconocimiento especial a un santuario, 'concediendo a su propietario prestigio y bendición divina'.

### Versículos 7-8
7Y había un joven de Belén, Judá, de la familia de Judá, que era levita, y vivía allí.
8 Y aquel varón partió de la ciudad de Belén de Judá para peregrinar donde hallase lugar; y llegó al monte de Efraín, a la casa de Miqueas, mientras iba de camino. 
- «De Belén de Judá»: Entre las ciudades de Judá, Belén no es una ciudad levítica (Josué 21:9-16),[25] y Jueces 18:30 afirma que este levita es en realidad descendiente de Gersón, el hijo de Moisés (Éxodo 2: 22; 6:18-20), por lo que es miembro del clan coatita, al que se asignan diez ciudades de las familias de la tribu de Efraín, de la tribu de Dan y de la media tribu (cis-Jordania) de Manasés (Josué 21:5, 20-26). [26] Por lo tanto, este levita no debería haber estado viviendo en Belén de Judá y probablemente no recibió suficiente apoyo, por lo que tuvo que buscar un lugar en otro lugar.[27]